# Anthrocon

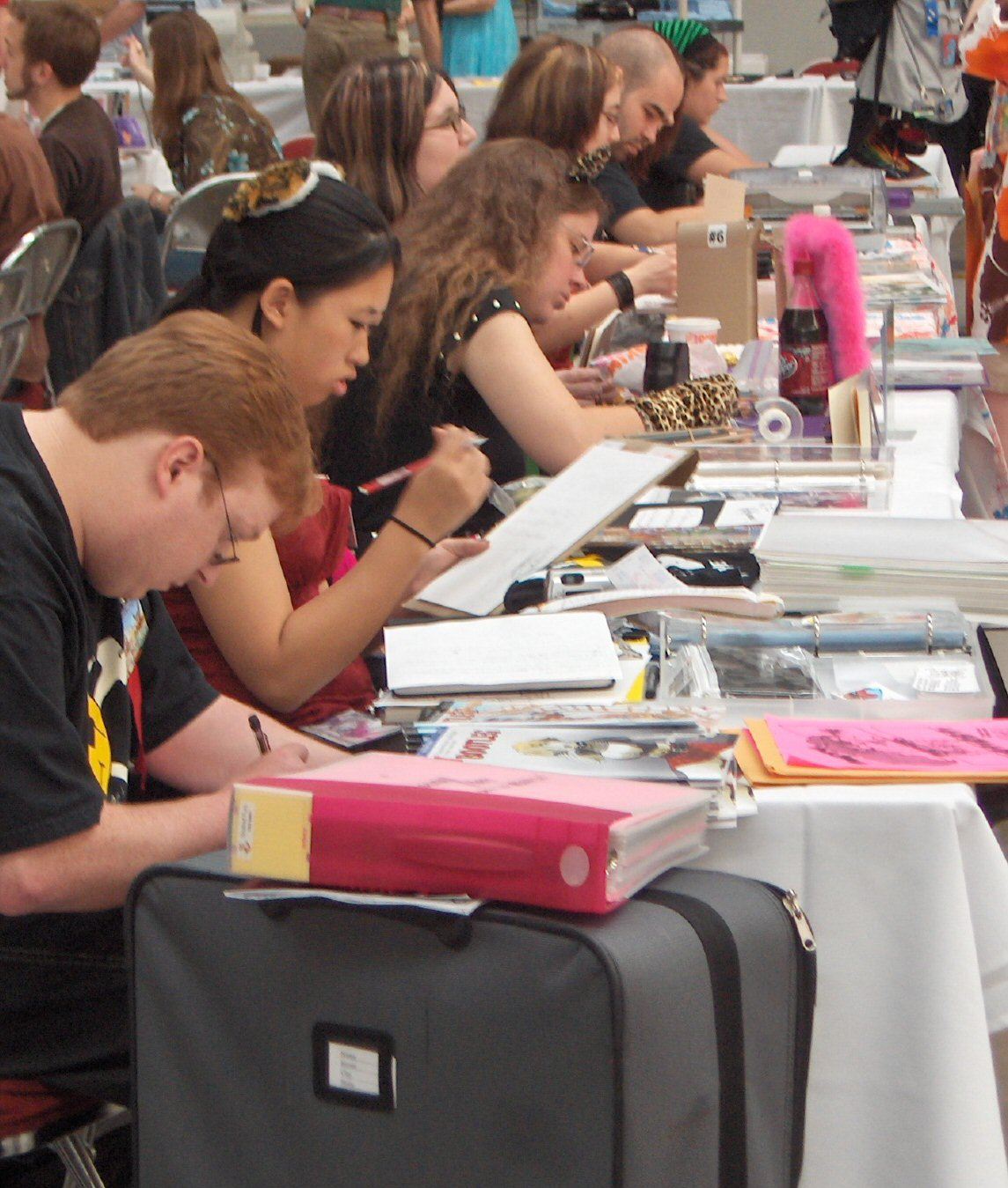
Die Artist's Alley auf der Anthrocon 2006.

Die Anthrocon ist die weltweit größte Convention der Furry-Bewegung und findet jährlich im Juni oder Juli in Pittsburgh, Pennsylvania in den Vereinigten Staaten statt.

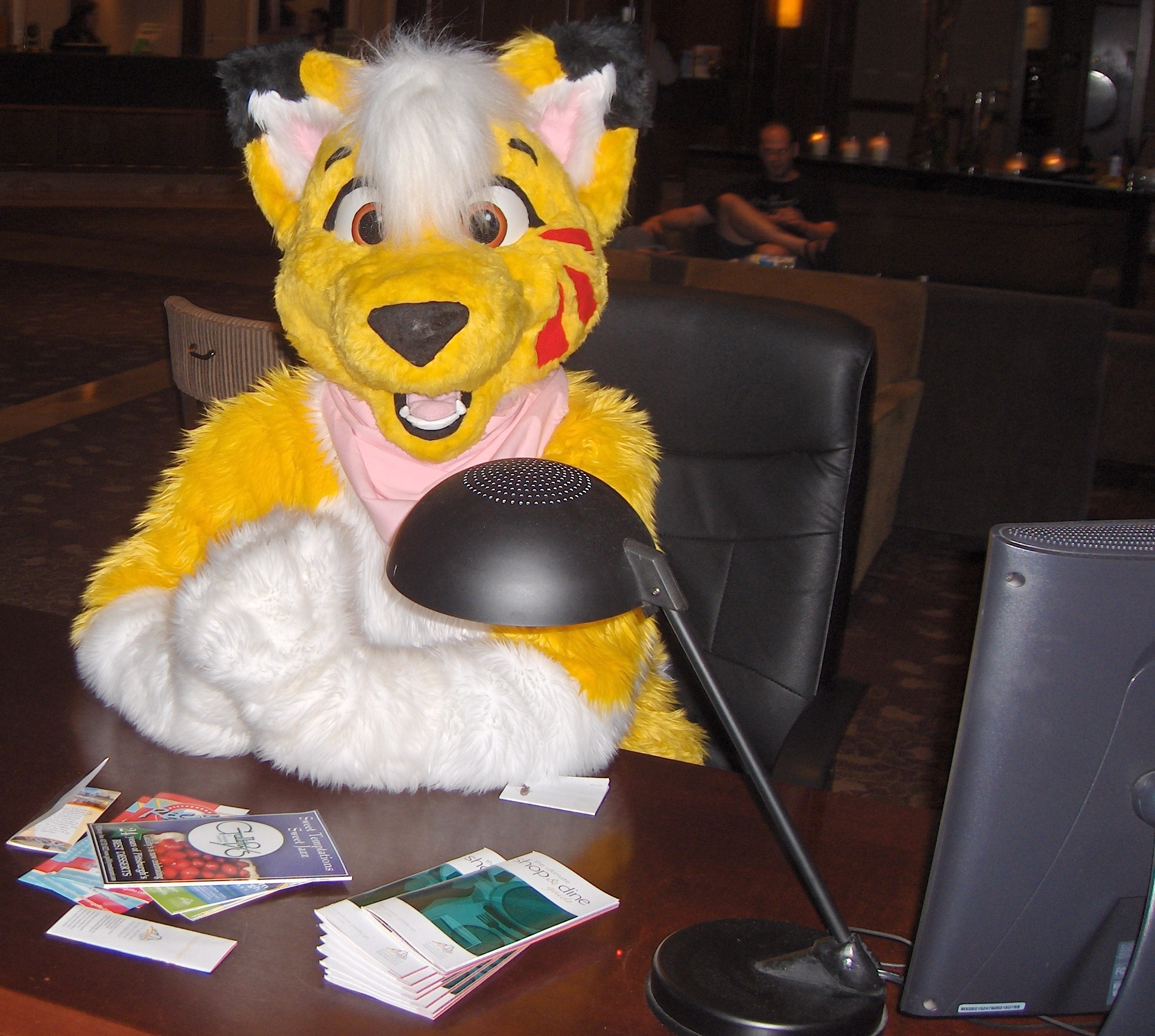
Ein Furry am Empfangstisch (Anthrocon 2007).

Im Zentrum der Messe steht der Austausch zwischen Fans und Schöpfern fiktiver Tierfiguren, wie sie beispielsweise in Cartoons zu sehen sind. Das künstlerische Spektrum reicht von Grafik, Trickfilm und Literatur bis zu Live-Performances. Einige Besucher schlüpfen auch selbst in die Rolle ihrer Charaktere und verkleiden sich als diese. Der Name „Anthrocon“ ist vom anthropomorphen Charakter der Tierfiguren abgeleitet.
Die erste Anthrocon fand 1997 im Bundesstaat New York statt. Inzwischen kommt sie auf mehr als 7.000 Besucher jährlich, darunter ca. 2.100 kostümierte Teilnehmer. Die Wirtschaftskraft der Messe wird auf 6,2 Mio. US-Dollar geschätzt. Sie zählt damit zu den 10 bedeutendsten Messen Pittsburghs.

## Geschichte und Hintergrund
Die Gründung der Convention erfolgte 1997 unter dem Namen Albany Anthrocon. In den folgenden Jahren wurde sie im Bundesstaat New York in Albany und in Pennsylvania in den Städten Valley Forge und Philadelphia abgehalten. Die Anthrocon wurde im Guinness-Buch der Rekorde 2008 als „größter Furry-Fanclub“ gewürdigt. Seit 2006 ist der Veranstaltungsort das David L. Lawrence Convention Center in Pittsburgh. Die Unterbringung der Gäste erfolgt in Kooperation mit sieben Hotels.

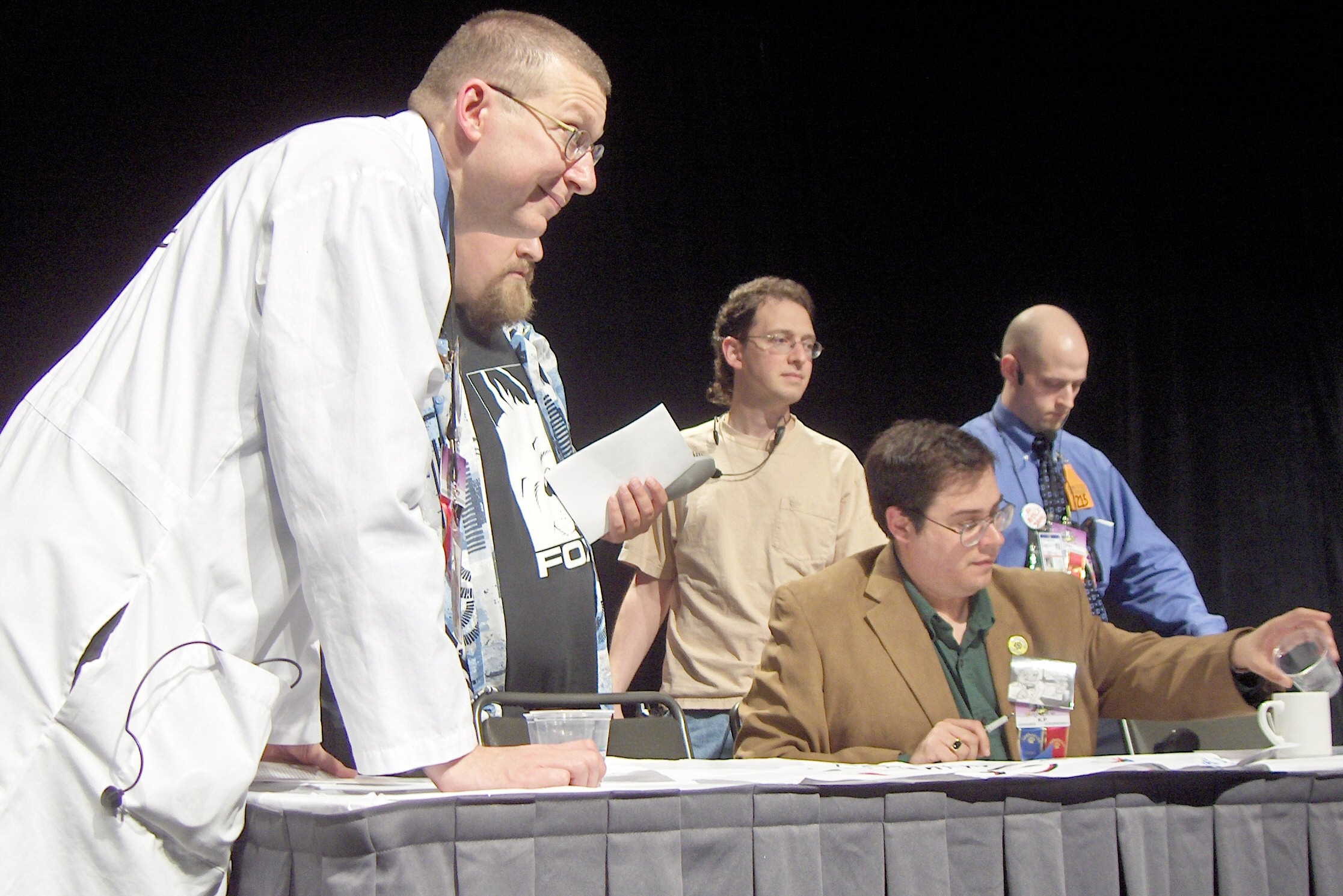
Mitglieder der Convention-Leitung, im weißen Kittel Samuel Conway.

Die Leitung der Convention unterliegt seit 1999 Samuel Conway (Künstlername „Uncle Kage“ [ˈkaːɡə] oder „Kagemushi“, siehe Weblinks). Neben einem kleinen Führungsstab wird die Hauptlast der Arbeit von einer Vielzahl ehrenamtlicher Helfer getragen.
Ein weiterer Aspekt der Anthrocon ist die Wohltätigkeitsarbeit. Seit Gründung der Convention werden in Wohltätigkeitsauktionen Spendengelder für Tierprojekte gesammelt. Die weitergegebenen Gelder belaufen sich auf insgesamt über 170.000 US-Dollar. Zu den unterstützten Organisationen gehören unter anderem die Fayette Friends of Animals, die Equine Angels Rescue, die Animal Rescue League Wildlife Rehabilitation und die Animal Friends.

## Programm und Bereiche der Anthrocon

### Programmgestaltung
Neben dem ganztägig geöffneten Basar für Künstler und Händler gibt es Veranstaltungssäle und weitläufige Bereiche zum gegenseitigen Kennenlernen (siehe unten).
Das Rahmenprogramm sieht Diskussionen und Workshops vor, die sich mit der gelebten Furry-Kultur in Grafik und Literatur, Improvisations- und Puppentheater, Comedy, Computerspielen, Verkleidungen (Fursuits) und Musik beschäftigen.
Weitere feste Programmpunkte sind eine Auktion zu wohltätigen Zwecken, die „Maskerade“, ein Furry-Umzug (Fursuit Parade), das nächtliche Diskotheken-Programm, Künstler-Auktionen sowie die kurzweiligen Vorträge von Samuel Conway und „2 dem Nörgel-Greif“ („2 the Ranting Griffon“).

### Der „Zoo“

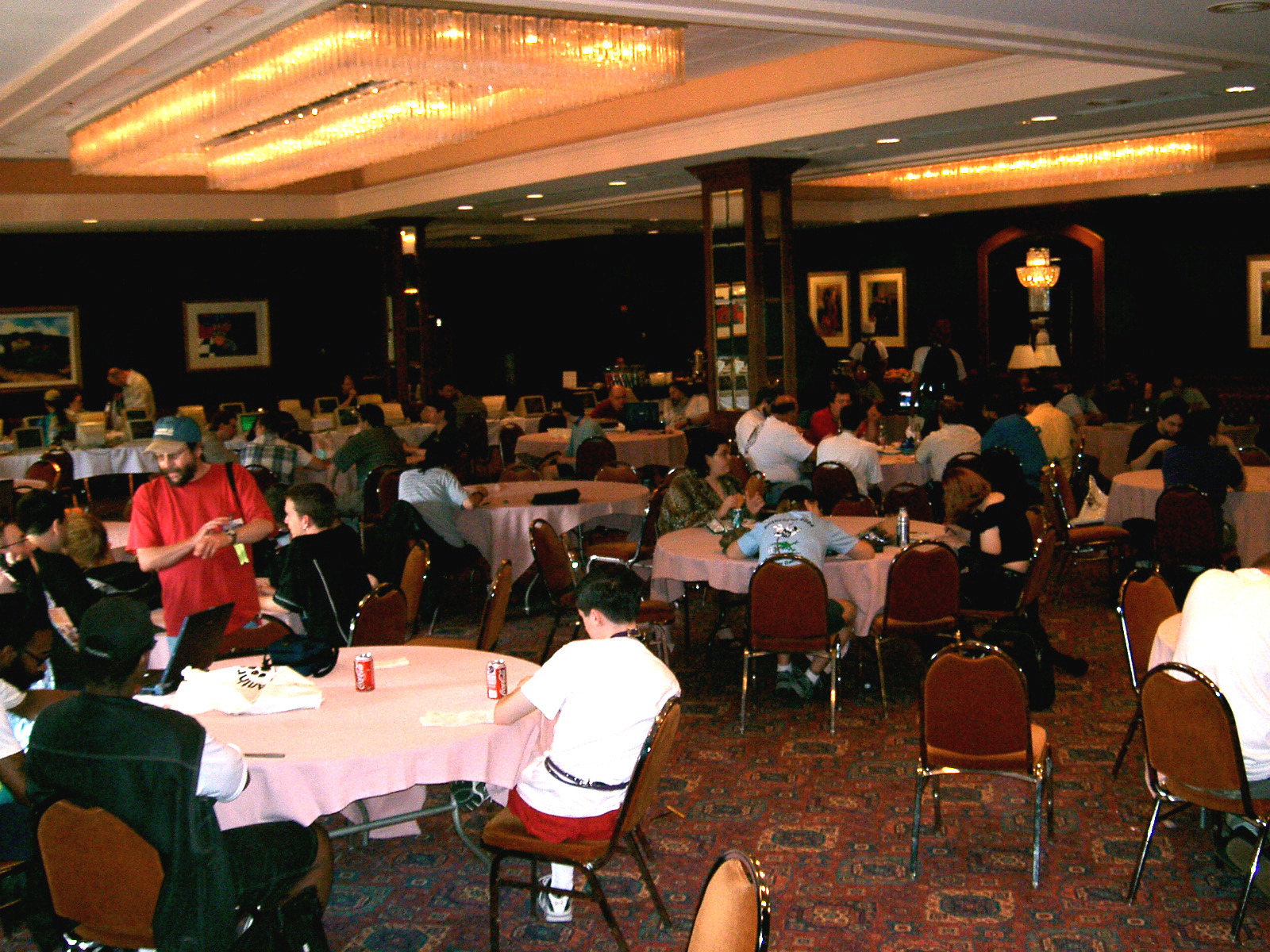
Der „Zoo“ auf der Anthrocon 2004.

Traditionellerweise gibt es auf der Anthrocon seit dem Jahr 2000 einen Bereich, in dem sich Besucher und Künstler abseits vom Ausstellungstrubel kennenlernen können. Dieser sogenannte „Zoo“ bietet Raum für gemütliche Unterhaltungen und dient als Vesperecke und Erholungsbereich. Aktueller Veranstaltungsort des „Zoos“ ist der Ballsaal des Westin-Hotels.
Der „Zoo“ ist als Stätte für persönliche Begegnungen in der Gemeinschaft der Furry-Kultur ein wesentlicher Bestandteil der Anthrocon. Zum anderen ist er eine logistische Lösung um die Zahl der Besuche im eigenen Hotelzimmer und damit die Wegebelegung gering zu halten.

## Mottos, Ehrengäste und soziales Engagement
Für jede Anthrocon wird ein bestimmtes Motto, eine Liste von Ehrengästen und eine Einrichtung festgelegt, der die Einnahmen aus der Wohltätigkeitsauktion und Spendensammlung zugutekommen. Einen Überblick gibt die folgende Tabelle.
| Jahr | Motto                                  | Ehrengäste | Geförderte Einrichtung                                                |
| ---- | -------------------------------------- | --- | --------------------------------------------------------------------- |
| 1997 | An East Coast Furry Convention         | Künstlerin Daphne Lage Künstler Watts Martin                                                                     | Therapiehundestaffel K9 Friends ($2.200)                              |
| 1998 | Here There Be Dragons                  | Künstler Jim Groat Künstler Jeffery A. Carver                                                                    | Whiskers Tierheim, Albany ($3.092)                                    |
| 1999 | Join the Furry Revolution              | Künstlerin Vicky Wyman Autor "S. A. Swiniarski" Swann                                                            | Great Valley Naturschutzzentrum, Malvern ($3.600)                     |
| 2000 | Furries of Myth and Legend             | Künstlerin Sara "Caribou" Palmer Autor Paul Kidd                                                                 | NGAP (Nationales Windhund-Adoptions- programm), Philadelphia ($6.534) |
| 2001 | Furries in Flight                      | Comiczeichner Dan DeCarlo Cartoonzeichner Bill Holbrook                                                          | Reins of Life Zentrum für Therapeutisches Reiten, South Bend ($7.237) |
| 2002 | Inventions                             | Autorin Lisanne Norman Künstlerin Heather Bruton                                                                 | Canine Partners for Life Assistenzhunde, Cochranville ($13.280)       |
| 2003 | Creatures of the Night                 | Künstler Guy Gilchrist Künstler Mark E. Rogers                                                                   | Support Our Shelters Frettchenhilfe, Lansdowne ($8.348)               |
| 2004 | Summer Games                           | Künstler Stan Sakai Künstler Michael Gagne                                                                       | Forgotten Felines and Fidos Tierheim, Germansville ($7.200)           |
| 2005 | Heroes                                 | Comiczeichner Peter Laird Künstlerin Timothy "Amadhia" Albee                                                     | Greater Philadelphia Such- und Rettungswacht, Glenside ($6.470)       |
| 2006 | Making History                         | Künstler Scott Shaw Autorin Diane Duane                                                                          | Nationale Wildtierhilfe Western Pennsylvania, Pittsburgh ($8.407)     |
| 2007 | Looking to the Future                  | Synchronsprecher Rob Paulsen Autor Mark Evanier Künstlerin Carolyn Kelly                                         | Animal Friends Unterstützung für Haustierhalter, Pittsburgh ($7.608)  |
| 2008 | It's a Jungle Out There                | Trickfilmzeichner Floyd Norman                                                                                   | Parrot Rescue, Pittsburgh ($13.154)                                   |
| 2009 | OMG Aliens                             | Drehbuchautor Joe Harris Künstler Ben Balistreri Trickfilmzeichner Bob Boyle                                     | Animal Rescue League Wildtierhilfe, Pittsburgh ($8.993)               |
| 2010 | Modern Stone-Age Furries               | Zeichner und Autor James Gurney Puppenspieler Jim Martin                                                         | Fayette Friends of Animals Tierheim, Uniontown ($12.849)              |
| 2011 | The Anthropomorphic Institute of Magic | Zeichner und Autor Andy Runton Autor Peter S. Beagle                                                             | ToonSeum Museum für Cartoon Kunst, Pittsburgh ($11.522)               |
| 2012 | A Midsummer Night’s Dream              | Künstler Mike Kazaleh Künstler Dev Madan                                                                         | Hello Bully American Pit Bull Terrier Hilfe, Pittsburgh ($20.656)     |
| 2013 | The Fast and the Furrious              | Autorin Mercedes Lackey Zeichner und Autor Larry Dixon Trickfilmproduzent Tom Minton                             | Equine Angels Pferderettung, West Deer ($31.255)                      |
| 2014 | Secret Societies                       | Synchronsprecher Jim Cummings Synchronsprecher Lee Tockar                                                        | National Aviary Vogelpark, Pittsburgh ($32.372)                       |
| 2015 | Vikings Invasion                       | Synchronsprecherin Kimlinh Tran Das Major League Baseball-Maskottchen "The San Diego Chicken"                    | Western Pennsylvania Humane Society, Pittsburgh ($35.910)             |
| 2016 | Roaring Twenty                         | Synchronsprecher Trevor Devall Webcomic-Autorin Tracy Butler (Lackadaisy Cats) Trickfilmzeichner Joaquin Baldwin | Zoo und Aquarium, Pittsburgh ($30.880)                                |